# Sociologia delle migrazioni
La sociologia delle migrazioni è la scienza sociale che studia il fenomeno delle migrazioni umane.

## Storia della disciplina
L'interesse dei sociologi per il tema delle migrazioni nasce nel mondo anglosassone con gli studi della Scuola di Chicago, e trova, intorno al 1970, una propria autonomia disciplinare, con le miscellanee Migration e Readings in the sociology of migration. 
Dal mondo anglosassone la disciplina si espande negli altri paesi europei (in Francia, ad esempio, col volume Sociologie des migrations, a c. di Roger Girod e Alain Girard, Paris, Presses universitaires de France, 1976). Alla fine del XX secolo la disciplina viene ripresa ancora da autori anglosassoni come Robin Cohen (The sociology of migration, Cheltenham, Elgar, 1996), ma anche da autori italiani come Gabriele Pollini e Giuseppe Scidà (Sociologia delle migrazioni, Milano, F. Angeli, 1998). Nel XXI secolo si ricordano in Italia i lavori di Laura Zanfrini (Sociologia delle migrazioni, Roma-Bari, Laterza, 2004) e Maurizio Ambrosini (Sociologia delle migrazioni, Bologna, Il Mulino, 2005) e in Francia quello di Sylvie Mazzella (Sociologie des migrations, Paris, Presses universitaires de France, 2014).

## Studi
La sociologia delle migrazioni rappresenta una branca importante della sociologia economica, perché molti dei contributi che sono giunti da questa disciplina hanno contribuito ad individuare e spiegare fenomeni come l'imprenditoria etnica, la crescita economica dei paesi di partenza, la costruzione di network transnazionali.
Importante è stato anche lo studio dell'economia informale, anche criminosa, come il traffico di droga, la prostituzione, e via dicendo, in connessione con i network transnazionali, che dà un contributo utile anche alla lotta contro il crimine organizzato.

### Approcci
La sociologia ha affrontato i fenomeni migratori partendo da diversi approcci, distinguendo tre livelli di analisi:
- Macrorelazionale. Studio delle cause sovrastrutturali delle migrazioni.
- Microrelazionale. Studio delle motivazioni individuali dei migranti.
- Mesorelazionale. Partendo dalla teoria dei network (ossia delle reti sociali) giunge a delineare una serie di teorie sui migranti e sulle loro strategie atte a creare, utilizzare e riprodurre il capitale sociale attraverso le relazioni con gli autoctoni e gli altri immigrati (del paese d'origine e del paese di provenienza).